# 韋弗韋爾 (英國國會選區)

選區在柴郡的位置

韋弗韋爾（英語：Weaver Vale），英國國會一郡選區，位於柴郡西北部，包括韋弗羅亞爾西北部和霍爾頓東南部。
設於1997年。在2010年大選中工黨的時任議員邁克·霍爾放棄連任，保守黨的格拉漢姆·埃文斯以38.5%選票勝出為保守黨奪得本選區。